# 88 (số)
88 (tám mươi tám, tám tám) là một số tự nhiên ngay sau 87 và ngay trước 89.

## Trong toán học
- Bình phương của 88 là 7744.
- Trong hệ thập phân, 88 là một số xuôi ngược (Số đọc từ trái sang phải hay từ phải sang trái đều không thay đổi)[1]

## Ý nghĩa văn hóa

### Trong văn hóa Trung Quốc
Số 88 tượng trưng cho thịnh vượng và may mắn trong văn hóa Trung Quốc, vì số 8 phát âm theo tiếng Phổ thông hoặc tiếng Quảng Đông tương tự như từ phát (发, Fā hàm ý 发财;Fā cái, phát tài). Số 8 được coi là số may mắn nhất trong văn hóa Trung Quốc, và giá ở các siêu thị Trung Quốc thường có nhiều số 8. Ký tự tiếng Trung Quốc viết chữ số 8 có dạng (八) ngụ ý rằng một người sẽ có tương lai rộng mở, như thể hình dạng chữ số bắt đầu thu hẹp ở trên và mở rộng dần xuống dưới. Thế vận hội Bắc Kinh 2008 khai mạc vào lúc 8 giờ tối ngày 8 tháng 8 năm 2008. Trong ngôn ngữ chat, tin nhắn bằng văn bản, SMS hay IM bằng tiếng Trung Quốc, số 88 thường được sử dụng như là một lời chào "tạm biệt" vì số 88 trong tiếng Quan Thoại được phát âm như bā bā, tương tự như phát âm của "bye bye" trong tiếng Anh. Số điện thoại và số xe hơi với số 88 ở cuối rất phổ biến tại Hồng Kông và chủ sở hữu chúng phải trả một khoản tiền rất đắt. Ở Việt Nam biển xe cơ giới đường bộ 88 là của tỉnh Vĩnh Phúc.

### Biểu tượng của Tân chủ nghĩa Quốc xã
Tân Quốc xã (Neo-Nazi) sử dụng số 88 như là một biểu tượng đại diện cho khẩu hiệu Heil Hitler. Chữ H đứng hàng thứ tám trong bảng chữ cái Latin, vì vậy 88 có nghĩa là HH. Con số này đôi khi được sử dụng kết hợp với số 14 (ví dụ như 1488 hoặc 14/88). Trong cách dùng này, số 14 là viết tắt của "mười bốn từ", đó là khẩu hiệu của chủ nghĩa dân tộc da trắng (white nationalist) được tạo ra bởi David Lane, người đã bị kết án khủng bố. Một vài ví dụ như: bài hát 88 rock'n'roll band của ban nhạc Tân Quốc xã Landser, và tên của các ban nhạc như Column 88, Unit 88, White Legion 88 và Barselc88. James von Brunn, người gây ra vụ nổ súng tại bảo tàng Holocaust Memorial Museum (bảo tàng tưởng niệm các nạn nhân Do Thái bị diệt chủng) ở Washington DC, thường ký trên các bản thảo của mình là "JVB-88".

### Trong vô tuyến truyền thanh nghiệp dư
Trong ngôn ngữ của vô tuyến truyền thanh nghiệp dư (Amateur Radio), khi gửi một tin nhắn thì số 88 là viết tắt của "ôm và hôn". Nó có vẻ quá thân mật hơn so với số 73, viết tắt của "chúc tốt đẹp", cho nên số 73 thường được sử dụng nhiều hơn. Cả hai số 88 và 73 cũng có thể được sử dụng cùng nhau. Đôi khi cả hai số này còn được thêm chữ s (số nhiều trong tiếng Anh).

## Các lĩnh vực khác
- Vũ khí: Trong Lực lượng Vệ quốc của Đức, 88 (đọc là "acht-acht") là viết tắt của khẩu pháo phòng không 8.8 cm Flak 18/36/37/41.[9]
- Xì tố: trong bài "Texas Hold'em", đôi 8 (88) còn được gọi là người tuyết, vì số 8 trông giống như người tuyết.[10][11]